# La Lectura para Todos
La Lectura para Todos fue una revista editada en Madrid entre 1859 y 1861.

## Descripción
De periodicidad semanal y editada en Madrid, era impresa en la imprenta de Bailly-Baillière. Constaba de dieciséis páginas de 0,260 x 0,192 m e incluía grabados. Su primer número apareció el 1 de enero de 1859 y según Eugenio Hartzenbusch e Hiriart se habría publicado al menos hasta el 28 de diciembre de 1861. El propietario de esta publicación, a la que Hartzenbusch describe como «amena é instructiva», era el librero Carlos Bailly. Contaba con una sección bibliográfica, destinada principalmente a obras extranjeras. En sus páginas habrían colaborado, según Ossorio y Bernard, autores como Mariano Ruiz Lorenzo, Federico Ruiz, Cecilio Pizarro, Eusebio Zarza, Manuel Lázaro Burgos, Ricardo Llopis, Joaquín Sierra y Ponzano, Francisco Hernández Tomé, Vicente Urrabieta y José Severini, entre otros.